# Zerbolò
Zerbolò är en ort och kommun i provinsen Pavia i regionen Lombardiet i Italien. Kommunen hade 1 761 invånare (2018).